# Electric Newspaper
Electric Newspaper ist eine CD-Serie der Industrial-Band Psychic TV, die von 1994 bis 1997 entstand, deren letzter Teil unter dem Gruppennamen Splinter Test veröffentlicht wurde, und um die eine Kontroverse um die Gemeinfreiheit des enthaltenen Audio-Materials bestand.

## Vorgeschichte
Die Band Psychic TV des Industrial-Pioniers Genesis P-Orridge hatte bis Mitte der 1990er Jahre bereits verschiedene Metamorphosen durchlaufen. War ihr Sound während der Mitte der 1980er Jahre von den Kompositionen des Gitarristen und Songwriters Alex Fergusson geprägt gewesen, wandte sich die Gruppe nach Fergussons Ausscheiden elektronischen Rhythmen zu, für die ab 1987 bis zu seinem Ausstieg 1991 Fred Giannelli verantwortlich zeichnete. Nach dessen Ausstieg musste P-Orridge 1992 aufgrund eines gegen ihn gerichteten Haftbefehls England verlassen. In den folgenden schweren zwei Jahren gab es mangels der früheren Songwriter keine Tourneen oder Auftritte im bisherigen Rahmen mehr. Die Übersiedlung in die USA bedeutete auch das Ende des gruppeneigenen Labels Temple Records, so dass künftig mit neuen Labelpartnern kooperiert werden musste. Während in London Richard Schiessl und Andrew Chatterley nochmals formell für Temple Records quasi in Eigenregie und ohne P-Orridge das Album Peak Hour einspielten, sichtete dieser die Reste seines in England beschlagnahmten Archivs und veröffentlichte Filmmusiken und bislang unveröffentlichtes auf der vier Alben umfassenden CD-Serie Splinter Test des Labels Syard. Für Spoken-Word-Performances arbeitete P-Orridge in den USA zunächst mit Craig Ellenwood, ab 1994 mit Larry Thrasher zusammen.

## Veröffentlichungsgeschichte
Gemeinsam mit Larry Thrasher publizierte P-Orridge zunächst unter dem Gruppennamen Psychic TV auf dem deutschen Label Dossier Records im Lauf des Jahres 1995 drei CDs mit weiterem Archivmaterial. Während die vorangegangene CD-Serie Splinter Test sorgsam getrennte, ausführlich arrangierte und umfangreich dokumentierte Einzelstücke enthielt, waren die ersten Ausgaben von Electric Newspaper eine unkommentierte Ansammlung rohen Archivmaterials in jeweils über 70-minütigen Audiotracks, die im Beiheft als Kaotic entertainment bezeichnet werden. Das Archivmaterial reicht zurück bis in die 1960er Jahre und umfasst Interviews, Gesprächsfetzen und Noise genauso wie Loops und Beats verschiedener Alben aus verschiedenen Epochen von Psychic TV. Auf der ersten CD wird die Publikationsreihe als vierteljährlich beschrieben, was in rascher Folge von Januar bis November 1995 auch drei Mal annähernd eingehalten wurde. Wie auch die nie vollendete Serie aus 23 Live-Alben endete die Electric Newspaper-Serie jedoch abrupt nach der dritten Ausgabe.
1996 nahmen P-Orridge und Thrasher mit einer halbwegs festen Begleitgruppe mehrere andere Alben auf, die weg von Rock und Techno und hin zu Spoken Word tendierten. Um dem Stilwechsel Ausdruck zu verleihen, benannte sich das Projekt für mehrere Veröffentlichungen in Splinter Test um. Unter diesem Gruppennamen erschien dann überraschend im April 1997 nochmals eine vierte und bislang letzte CD der Serie, die anstelle eines langen nun 92 kurze Tracks enthielt.

## Umfang der CD-Serie
- Electric Newspaper, Issue One (Dossier Records, VÖ 1. Januar 1995)
- Electric Newspaper, Issue Two (Dossier Records, VÖ 28. April 1995)
- Electric Newspaper, Issue Three (Dossier Records, VÖ 17. November 1995)
- Electric Newspaper, Issue Four (Invisible Records, VÖ 29. April 1997)

## Gemeinfreiheits-Kontroverse
Bereits die erste CD der Serie enthielt unzählige und unübersehbare Hinweise auf die Gemeinfreiheit des enthaltenen Audiomaterials: Any and all of the audio files, loops, or even longer trance sections on this CD, are FREE to whoever wishes to utilise them ... It is here to be re-used ... as a resource to be sampled, reworked, adjusted, and processed by other individuals for their own personal works... It's yours because it's free!. Diese und ähnliche Formulierungen folgen auch auf den weiteren CDs.
Um die tatsächliche freie Verfügbarkeit besteht jedoch eine Kontroverse. Fankreise und manche Musiker, darunter die holländische Gruppe Neo Realism nehmen die Freigabe ernst und publizieren bis in die Gegenwart Remixes oder eigene Stücke, die auf Samples der Serie beruhen. P-Orridge hat allerdings inzwischen der Freigabe widersprochen.